# Ławky
Ławky (ukr. Лавки) – wieś na Ukrainie, w obwodzie zakarpackim, w rejonie mukaczewskim, w hromadzie Mukaczewo. W 2001 liczyła 1299 mieszkańców, wśród których 1278 wskazało jako ojczysty język ukraiński, 17 rosyjski, 3 węgierski, a 1 inny.